# UFC Fight Night: Santos vs. Walker
UFC Fight Night: Santos vs. Walker (también conocido como UFC Fight Night 193, UFC Vegas 38 y UFC on ESPN+ 51) fue un evento de artes marciales mixtas producido por Ultimate Fighting Championship que tuvo lugar el 2 de octubre de 2021 en las instalaciones del UFC Apex en Enterprise, Nevada, parte del área metropolitana de Las Vegas, Estados Unidos.

## Antecedentes
El combate de peso semipesado entre el ex aspirante al Campeonato de Peso Semipesado de la UFC Thiago Santos y Johnny Walker encabezó el evento.
Se esperaba un combate de peso gallo femenino entre Aspen Ladd y la ganadora de peso pluma de The Ultimate Fighter: Heavy Hitters Macy Chiasson. El emparejamiento estaba previsto inicialmente para UFC on ESPN: Sandhagen vs. Dillashaw, pero fue retirado de esa tarjeta el 19 de julio después de que Chiasson sufriera una fractura por estrés en el pie. En el pesaje, Ladd pesó 137 libras, una libra por encima del límite del peso gallo, lo que llevó a la cancelación del combate, ya que Chiasson optó por no aceptar la falta de peso.
En un principio, el combate de peso ligero entre Jimmy Crute y Jamahal Hill estaba previsto para el evento. Sin embargo, a principios de septiembre, el combate fue reprogramado para dos meses después en UFC Fight Night: Font vs. Aldo.
Un combate de peso ligero entre Carlos Diego Ferreira y Grant Dawson estaba programado para el evento. Sin embargo, Ferreira se retiró del combate a principios de septiembre alegando una lesión. Dawson fue entonces reprogramado para enfrentar a Rick Glenn en UFC Fight Night: Costa vs. Vettori.
El ganador de The Ultimate Fighter: Brasil 2, Leonardo Santos y Alexander Hernandez debían enfrentarse en un combate de peso ligero en el evento. Sin embargo, Santos se retiró del evento por razones no reveladas. Santos fue sustituido por Mike Breeden.
En el pesaje, otros dos luchadores no alcanzaron el peso para sus respectivos combates. Breeden pesó 158.5 libras, dos libras y media por encima del límite de peso ligero sin título. La ex Campeona de Peso Gallo de la UFC, Bethe Correia, pesó 138.5 libras, dos libras y media por encima del límite del combate de peso gallo femenino sin título. Se espera que ambos combates se desarrollen en un peso acordado, ya que Breeden y Correia serán multados con el 20% de sus bolsas, que irán a parar a sus oponentes Alexander Hernandez y Karol Rosa, respectivamente.

## Resultados
1. ↑  Un choque accidental de cabezas dejó inconsciente a Holland.

## Premios de bonificación
Los siguientes luchadores recibieron bonificaciones de $50000 dólares.
- Pelea de la Noche: No se concedió ninguna bonificación.
- Actuación de la Noche: Casey O'Neill, Jamie Mullarkey, Douglas Silva de Andrade y Alejandro Pérez